# Villeneuve-la-Guyard
Villeneuve-la-Guyard är en kommun i departementet Yonne i regionen Bourgogne-Franche-Comté i norra Frankrike. Kommunen ligger i kantonen Pont-sur-Yonne som tillhör arrondissementet Sens. År 2022 hade Villeneuve-la-Guyard 3 470 invånare.

## Befolkningsutveckling
Antalet invånare i kommunen Villeneuve-la-Guyard
| Referens: INSEE |